# Airbites
Airbites este o companie furnizoare de soluții de comunicații și tehnologie a informației, prezentă în Polonia, Bulgaria, Ucraina și România, controlată de Swisscom, liderul pieței de telecomunicații din Elveția.
În România compania este prezentă în 6 orașe: București, Iași, Roman, Bacău, Onești și Bârlad.
În anul 2008, Air Bites a avut 80 de angajați, afaceri de 2,9 milioane de euro și pierderi de 8,4 milioane de euro.
În ianuarie 2010, compania Airbites a fost cumpărată de RCS & RDS.
La momentul tranzacției, Airbites avea 45.000 de abonați.